# 手塚栄一
手塚 栄一（てづか えいいち、1908年6月10日 - 1985年1月30日）は、日本の実業家、馬主。
映画館運営などを手掛けた手塚興業株式会社の代表取締役社長を務めていた。

## 経歴・人物
1908年、福島県出身。法政大学法学部を卒業後、読売新聞社社会事業部、大日本飛行協会業務局各次長を経て大泉映画、東京映画取締役。その後複数の映画劇場経営を経て手塚興業社長となる。1975年時点では映画事業のほか、レストラン経営や貸しビル業も手掛けていた。日本興行組合連合会、青少年映画委員会の各常任委員や映画倫理委員会委員なども務めた。1985年1月30日午前2時10分、肺炎のため死去。76歳没。
趣味は運動。法政大学在学時には六大学野球の選手（キャッチャー）でもあった。

## 馬主活動

手塚の勝負服

日本中央競馬会（JRA）および地方競馬全国協会（NAR）に登録していた馬主としても知られた。勝負服の柄は赤、袖黄三本輪。冠名には、「ア」が五十音の一番最初で調教用のゼッケンの番号が若いものがもらえるということや、朝は「一日の始まりだし、気持がいい」という理由から「アサ」を用いた。
父の実家が軍馬の生産や育成を手掛けており、幼いころから馬に親しんできた手塚は1951年6月18日に馬主登録を行う。そのきっかけは、かつて自身は野球をやっていたものの年齢とともにスポーツをすることが厳しくなっていき、自分の気持ちを馬に乗せて走らせたいと考えたことであったという。また海外志向を持っていた手塚は、前段注釈内で述べたタイとの交流に限らず、所有馬をアメリカで走らせたり、種牡馬としてアサデンコウをマレーシアに寄贈するなど海外での競馬に関する活動を積極的に行った。
1975年5月2日から1983年4月まで東京馬主協会会長を務めていた。以降は死去まで名誉会長となった。

## 主な所有馬

### 八大競走優勝馬
- アサホコ（1965年金杯・東、アメリカジョッキークラブカップ、京王杯スプリングハンデキャップ、スワンステークス、天皇賞・春）
- アサデンコウ（1967年弥生賞、東京優駿）

### 重賞競走優勝馬
- アサトモ（1952年スプリングステークス、1953年金杯）
- アサヒロ（1955年キヨフジ記念、秋の鞍、1956年キヨフジ記念）
- アサクニ（1955年開設記念【川崎】）
- イチアサヒデ（1961年新春盃【大井】、開設記念【川崎】）
- アサユキ（1962年京王杯オータムハンデキャップ）
- アサリュウ（1963年目黒記念・春）
- スティールアサ（1982年新潟3歳ステークス）